# Шерель, Микаэль
Микаэль Шерель (фр. Mikaël Cherel; род. 17 марта 1986, Сент-Илер-дю-Аркуэ, Франция) — французский профессиональный шоссейный велогонщик, выступающий с 2011 года за команду «AG2R Citroën».

## Достижения
2003

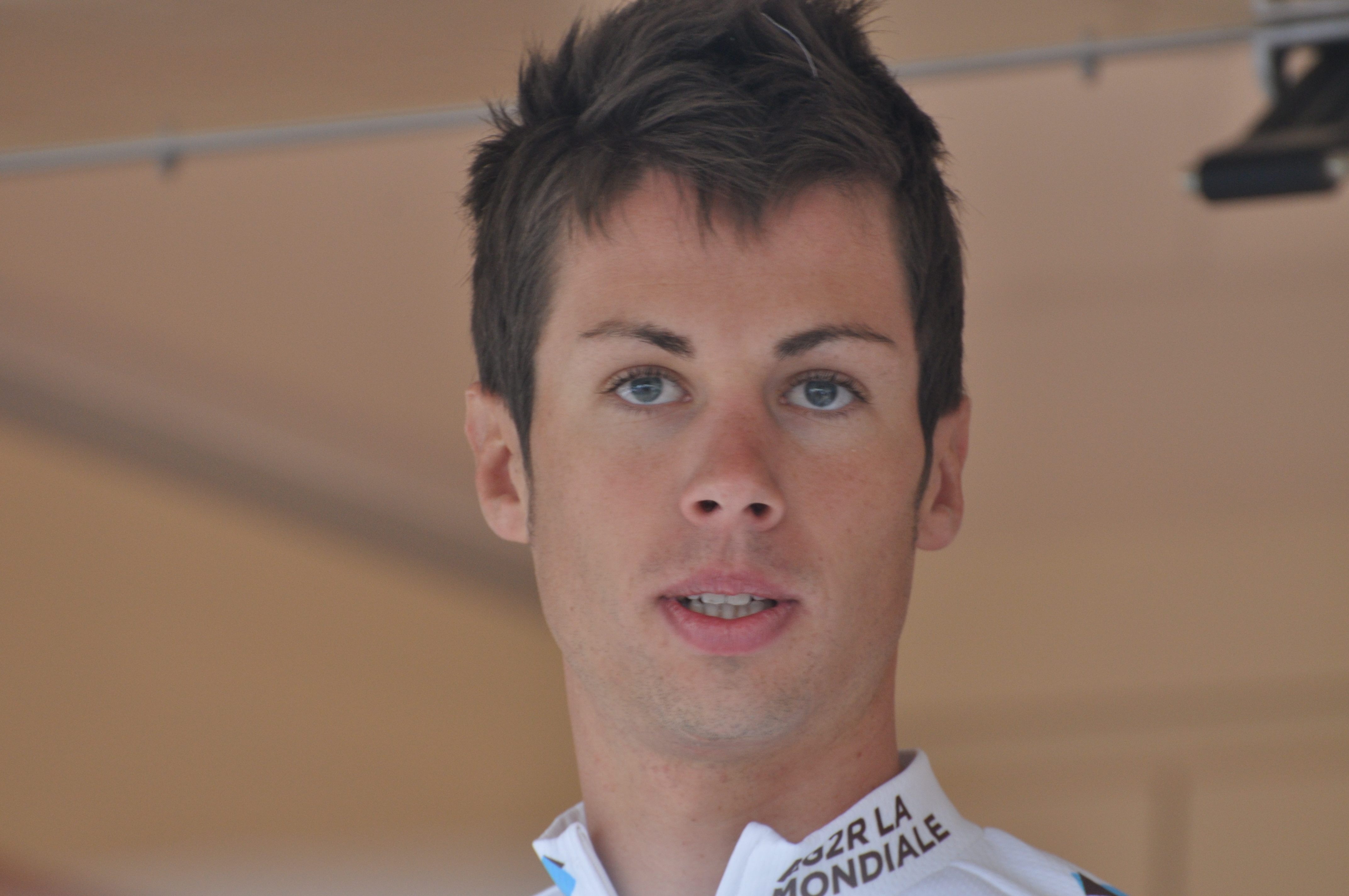
Микаэль Шерель в 2012

1-й  — Чемпион Франции среди юниоров в групповой гонке
2004
1-й на Trophée Centre Morbihan (юниоры) - ГК
2005
10-й на Liège–Bastogne–Liège Espoirs (U-23)
2008
10-й на Тропикале Амисса Бонго - ГК
10-й на Париж - Коррез
2009
10-й на Тур Даун Андер - ГК
2010
5-й на Париж - Коррез - ГК
2011
5-й на Polynormande
9-й на Туре Лимузена
2012
8-й на Гран-при Марсельезы
2013
5-й на Polynormande
8-й на Кубок Сабатини
2014
6-й на Тур дю От-Вар - ГК
6-й на La Drôme Classic
8-й на Boucles de l'Aulne
10-й на Туре Пекина - ГК
2016
4-й на Туре Средиземноморья
6-й на Туре дю От-Вар - ГК
2017
6-й на Гран-при Марсельезы
| ГК | Генеральная классификация |

### Гранд-туры
| Гонка           | 2008 | 2009 | 2010 | 2011 | 2012 | 2013 | 2014 | 2015 | 2016 | 2017 | 2018 | 2019 | 2020 |
| --------------- | ---- | ---- | ---- | ---- | ---- | ---- | ---- | ---- | ---- | ---- | ---- | ---- | ---- |
| Джиро д'Италия  | НФ   | —    | —    | 62   | —    | —    | —    | —    | —    | —    | НФ   | —    | —    |
| Тур де Франс    | —    | —    | —    | —    | 62   | —    | 59   | 18   | 57   | —    | —    | 34   | 26   |
| Вуэльта Испании | —    | 25   | 62   | —    | —    | 56   | —    | 51   | —    | —    | 97   | —    | —    |

| —  | Не участвовал  |
| НФ | Не финишировал |